# National Cartoonists Society
La National Cartoonists Society (NCS) és una organització de dibuixants professionals dels Estats Units. Presenta els premis de la National Cartoonists Society. La Societat va néixer l'any 1946 quan grups de dibuixants es van reunir per entretenir les tropes. Van gaudir de la companyia dels altres i van decidir reunir-se regularment.
Els membres de l'NCS treballen en moltes branques de la professió, com ara la publicitat, l'animació, les tires còmiques dels diaris i els Cartoon d'una sola vinyeta, els còmics, els dibuixos editorials, els dibuixos animats, les novel·les gràfiques, les targetes de felicitació, la il·lustració de revistes i llibres. Només recentment la National Cartoonists Society ha adoptat els còmics web. La pertinença està limitada a dibuixants professionals establerts, amb algunes excepcions de persones destacades en camps afiliats. L'NCS no és un gremi ni un sindicat.
Els propòsits principals declarats de l'organització són "avançar en els ideals i estàndards de dibuixos animats professionals en les seves múltiples formes", "promoure i fomentar un intercanvi social, cultural i intel·lectual entre dibuixants professionals de tot tipus" i "estimular i fomentar l'interès en i acceptació de l'art de dibuixar per part dels aspirants a dibuixants, estudiants i el públic en general."